# 現實
现实（拉丁語：Realitas）在日常应用时意味着“客观存在的事物”或“合于客观情况的条件”。现实是所有實際事物或是存在事物的總和，和全然想像虛構的事物相反。现实一詞也常用來表示事物本体论的狀態，包括其是否存在等。哲學上有關自然現實、存在或是存有的問題可以在本体论（西方哲學中，形上學的主要分支之一）脈絡下討論。許多哲學領域中也有本体论的問題，像是科学哲学、宗教哲学、数学哲学、哲学逻辑這些哲學領域中都有。相關的問題包括是否只有實際物體才是真實的（物理主义）、現實在本質上是否是非物質的（唯心主義）、是否有假定符合科學理論，但是不可觀察的實體存在、是否有神、是否存在其他的抽象对象、可能世界是否存在等。
广义的讲，“现实”包括所有可以观察到或能理解的事物，所以既包括存在、也包括虚无。狭义的“现实”在哲学上有不同的概念层次，包括现象、事实、真实及公理等。

## 相關概念

### 现象
最主观和广义的层次，个人根据自己的经验对事件的理解、好奇和疑问叫做基于现象学的现实，这种现实是个人的经验，但随着时间推移，会传播给没有经验但相信他的其他人，例如灵性就成为这种层次的现实，这种现实是建筑在个人的感觉上的，是他们想要相信的真实，并传播给其他人，在这个层面上不存在“不真实”。

### 真理
根据后现代主义/后结构主义的哲学思想，真理是主观的，当两个以上的人对同一事件有相同的经验和解释，他们或更多的人的经验开始形成被这些人所共同相信的真理，但不同的群体可能有不同的看法，这些群体有足够多的人可以组成社会结构的真理，甚至传播到全世界，例如宗教或社群的信仰。反现实主义者则认为并不存在超出一定社会可以接受的客观真理，也就是说存在多种真理而不存在普世真理。
但对现实主义者来说，存在一个不以人类主观意识为转移的客观真理，（《逻辑哲学论》中说：凡是存在的都是合理的）。二值原理的基本理论表达为：麦克白夫人有三个孩子或没有，大树倒了或没有倒，只要符合实际都是真理，即使没有一个确定的状态。所以不管是现实主义还是反现实主义都是对知识论的反动。

### 事实
事实是实际存在的事物，很难被个人的主观愿望解释，经常是自然世界中可以观察到的现象，例如“在世界绝大部分地区可以看到太阳是从东方升起的”是一件事实，对于不管是来自世界任何地方，说不同的语言，属于不同的国籍的人们都是事实。伽利略认为哥白尼的理论：“太阳是太阳系的中心”是一件事实，但在他的一生中并不被大部分人们所承认，并接受其为真理。对于这个世界上许多不同人类社团所认为的各种真理，其中只有少部分是事实。大部分科学探索、实验、解释和分析都是在这个层次上来认知现实。
菲利普·狄克阐述这种现实观为“现实就是当你并不相信它时，它也仍然存在”。

### 不现实
“现实”和很多种观念都是不相符的，因此取决于各种文化层面，不同的人对“现实”和“不真实”有不同的解释，所以并没有一个对“现实”的基本结论，一般来说认为如果没有起因和可靠的证明，就是不真实的。
从哲学角度来说，现实是相对于“不存在”和“可能”的。企鹅真实存在，所以是现实的；金山可能存在，但在没有人真正发现以前是不现实的，虽然大部分普通语言中“现实”和“存在”是同义词，但有时两者是相反的，例如在人们心中认为真实或倾向真实的，即使实际并不存在，这也被称为“存在”，例如上面所提到的金山，大部分哲学家认为这种存在是不必要的，20世纪分析哲学不承认这种存在是真实的。
有的佛教派别认为现实即“有”并不是永恒的，只有“涅槃”才是永恒的。道教也认为“道可道，非常道”，只有“无名”才是天地之始。
一般来说，许多哲学家并不研究什麽是“不现实”，只是在不断增加什麽是“真实”的领域，本体论则主要研究现实的问题。
在伦理学、政治和艺术领域，现实是相对于理想的，否則背后總为殘酷。
伦理学的基础是“是和应该的问题”，表达为：“我们具有了这个世界是什麽的知识，但怎样我们才能知道这个世界应该这样的原因？” 一般伦理学的观点认为显示的世界并不是理想的，有许多应该改进的地方。
在艺术领域，从19世纪开始现实主义和自然主义派别出现，开始寻找具体描绘现实的方法，但接之而来的浪漫主义是对其的反动，力图描绘理想的状态。所以在艺术领域现实和理想是对立的，一方面要表现普通的、自然的、普遍的状态；另一方面要表现特殊的、罕见的、最好的、甚至超自然的状态。所以在这些领域中的“现实”和哲学领域中的“现实”并不是同一种意思。
在艺术领域以及日常口语中，现实还和幻想是相对的，在绘画中如实反映物体是现实的，但将对象变形扭曲，例如毕加索的作品，就是不现实的。也有一些作品看起来很真实，但实际画家重新在作品中将对象更换位置或创造，这些作品看起来是现实的，但实际是不现实的。
在精神病学中，精神分裂症病人有幻想状态，当然是不真实的，但在18世纪医生说想逃跑的黑奴是疯子也同样是不真实的。
所以究竟什麽是现实什麽是不现实在不同领域有不同的解释，对现实的解释取决于什麽是不现实。

## 现实和世界观
一般口语中常说的现实只是对现实的看法、感觉和信仰，所谓“我的现实并不是你的现实”，主要是因为口语中的现实是谈话人之间共同认为的现实，而不是具有不同的观念的人所一致承认的现实，比如具有不同宗教信仰的人会说：“你可能不相信，但对我来说，现实就是所有的人最终都会到天堂中去。”
所以现实和世界观联系到一起，现实是所有可以观察到或不能观察到的事物、组织（真实的和想象的）、事件（过去的和现在的）、现象的总和，是人们基于自己世界观所试图描绘的。
物理学、哲学、社会学、文学批评以及其他各种不同的领域，对现实都有不同的解释理论，有人认为除了自己的感觉和信仰以外，其实并不存在“真实”，具体的说就是：“感觉即现实”，或“生活就是你感觉的真实”，或“现实就是和你同在的”。反现实主义认为不管是否有足够的知识解释世界，实际并不存在客观真理。
托馬斯·庫恩在他的书中认为许多科学和哲学的观念，实际经常是被文化和社会所决定。

## 西方哲学观点
哲学认为存在两种现实，一种是自然的现实，另一种是思想的现实（包括语言和文化方面）
一方面本体论主要研究存在的事物，但有多种表达方式，如存在、现存的、“什麽是”和现实等，本体论的任务是描述最普遍的现实的内容包括，和它们之间的联系关系，有些哲学家会区分现实和存在，但许多分析哲学家在本体论的讨论中会避免使用“真实”或“现实”这种字眼，而用“存在”。分析哲学中一个重要的问题是存在是否是事物的本质之一，大部分哲学家认为不是，不过这种观念在近十年中有一些变化。
另一方面，在形而上学和认识论中讨论客观性时，牵扯到“现实”是否取决于思想和文化因素。如感觉、信仰、宗教和政治运动等以及世界观。
现实主义则认为，现实是不受任何感觉和信仰影响而独立存在的，只要物体、存在和基本特性能被分辨出来，就证明其不受任何感觉、语言、信仰或其他人为因素的影响，就可以称为是这个物体的现实。
反现实主义则有相反的见解，最早的反现实主义是由爱尔兰的经验主义者 乔治·贝克莱宣称事物实际是人类思想的一种概念，现实是存在于思想中，是思想的产物因此被称为唯心主義。20世纪时，类似的观点都被称为现象主义，但和贝克莱有所区别，有多种观点，如伯特兰·罗素的理论认为思想本身就是感觉和记忆的集合，所以并不存在位于事件之上的思想或灵魂。此外如社会建构主义认为外部世界只是由社会、文化等人为建构起来的；文化相对主义则认为社会单元如道德等也不是绝对的，是文化的一个组成部分。
真理符應論对于知识的解释，认为存在如果是“真实”的知识，对它的描述必须与其实际相符合，例如科学方法的描述可以用观察存在的事物来证实，许多人可以指出落矶山的存在是现实的，即使没有人去观察或描述它，它仍然存在。没有任何显示存在的事物是不可以被观察到和描述的，例如外星生物如果存在，一定会被观察到，而不是仅仅根据推论。

### 存有
存有的本質是形上學中常見的議題。例如希臘哲學家巴门尼德的論點是現實是單一，不會改變的存有，而另一位哲學家赫拉克利特則認為萬物都是新的。二十世紀哲學家马丁·海德格尔認為先前的哲學家著重存有事物的問題，忽略了「存有」本身的問題，因此需要再回到巴门尼德的論點。哲學中的范畴論試著列出現實的基本組。有關是否存在的問題是近代已在討論的命題，尤其和有關神是否存在的本体论证明有關。存在（某物的在或不在）已經和其本质（某物是什麼）成為了對比。
由於沒有本質的存在似乎是空白的，因此黑格爾等哲學家將其和無相聯結。虚无主义表示對存有的一個負面論點，而絕對則是正面的論點。

### 感知
有關直接實在論或是「樸素」實在論，以及與其相對的間接實在論或是「表現」實在論，是感知的哲學及精神哲学中的議題，主要是針對有關意识感质本質的討論感质。有關人們所看到的周圍，知识论層級的問題是看到的是實際的世界本身，或者只是由人腦中神经系统處理，所產內部感知性副本。「樸素」實在論也稱為直接實在論，其發展是和間接實在論（或是「表現」實在論、或認識論二元論)相對的。在哲学上，人類意識的體驗不是真實世界本身，只是其內在的呈現，是的真實世界的微型虚拟现实複本。
蒂莫西·利里創建了Reality tunnel一詞，他認為是一種「表現」實在論。此理論認為，因著人們信念及經驗所形成的潛意識心理過濾器，每一個人會對同一個世界有不同的詮釋，因此「Truth is in the eye of the beholder」。此理論也影響了他朋友羅伯特·安東·威爾森的理論。

## 科學觀點

### 科學實在論
科學實在論的觀點是只有用科學描述的世界才是真實的世界，和人們對世界的個人理解沒有關係。在科學哲學中，科學實在論常被描述為回應「科學的成就應當如何解釋？」的答案。有關科學成就的爭議，主要會涉及科學理論無法直接觀測實體的特性。一般來說，科學實在論會認為人可以對這些實體提出可靠的主張（例如這些實體有相同的本體狀態），就像處理直接觀測的實體一樣，此一論點和工具主義所提出的不同。目前普遍使用及研究的科學理論或多或少都說明了真相。

### 量子物理学观点
量子力学从诞生开始就造成了物理学和哲学关于现实的本性的争论。
量子力学认为物理系统某些因素的确定，只能局限在概率上，而达不到一定的精确度，海森堡测不准原理阐述对同一系统其中一个因素的测定会导致对其他因素测定的干扰，例如对原子中的电子，并不可能同时测定它的位置和速度，对其中一项测定的越精确，另一项会越模糊。这种理论对唯物主义者来说不成问题，他们认为现实是客观存在的（實在論（英語：realism），也譯為唯實論），不管人们能否观察到。但有些人则由此推论，现实并不存在（反實在論（英語：Anti-realism）），是依赖于人们的观察或意识的。後者就是量子力學的「測量問題」（measurement problem），可是并没有证据证明人类的意识在仪器的测定中起到了什麽作用，这种现象同样可以解释为量子系统有自己的特性，不过这种特性并不能在大型仪器的测定系统中被反映出来。

### 多重宇宙
多重宇宙論是有可能有多個宇宙存在的假说，其中也包括人類目前所感知的這個宇宙，在這些宇宙中都有完整的空間、時間、物質、能量，以及描述彼此關係的物理定律以及物理常數。這個詞是1895年由美國哲學家及心理學家威廉·詹姆士所提出。在量子力學詮釋中有一個主流詮釋是多世界诠释，其中提到有無限多個宇宙，每一個量子態的結果會在某一個宇宙中出現。
多重宇宙的結構、每一個宇宙的本質、各個宇宙之間的關係，會因所使用的多重宇宙論假說而不同。在宇宙學、物理、天文學、宗教、哲學、超個人心理學、虛構作品中都有假設多重宇宙或平行宇宙的存在，特別是在科學幻想及奇幻作品中。在這些文本中，平行宇宙也會稱為另類宇宙、量子宇宙、詮譯維度、平行維度、平行世界、另類實境、另類時間線等。

## 技術

### 虛擬實境及信息空间
虛擬實境（VR）是计算机模拟的環境，其中看到的類似在真實世界中所呈現的樣子。
虛擬連續體是在完全虛擬（虛擬實境）及完全真實（現實）之間的連續性尺度。現實-虛擬連續體包括了所有現實和虛擬物件的所有可能變化及組合。現實-虛擬連續體曾敘述為新媒體及计算机科学中的概念，不過也可以是人类学中的概念。虛擬連續體最早是由Paul Milgram提出。
在兩個極端之間的，混合了虛擬及真實的區域，稱為混合實境，其中包括了擴增實境（ Augmented Reality）及擴增虛擬（Augmented virtuality）
信息空间是將世界上所有的電腦系統視為一個整體，也可以視為是一種虛擬實境。例如威廉·吉布森的赛博朋克小說中所出現的敘述。第二人生及大型多人在线角色扮演游戏（例如魔兽世界）都是信息空间中虚拟世界的例子，某程度上是簡化的信息空间虛擬實境。

## 相反
- 謊言